# Friedrich Kühne (Kaufmann)

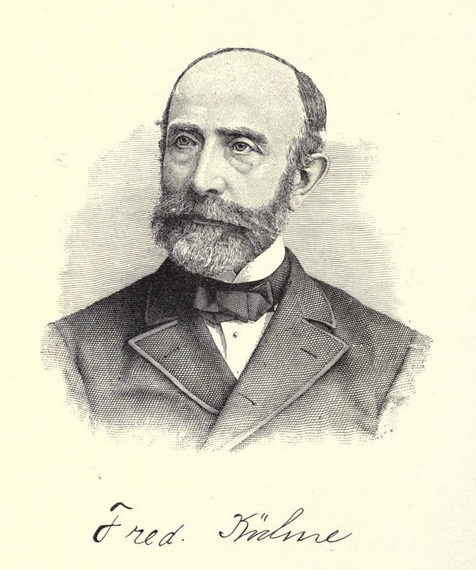
Friedrich Kühne

Friedrich Kühne (* 4. Februar 1824 in Magdeburg; † 19. April 1890 in Paris) war ein deutsch-amerikanischer Kaufmann und Bankier.

## Leben
Friedrich Kühne stammte aus einer wohlhabenden Familie von Landwirten und Unternehmern aus dem Harzvorland. Nach seiner kaufmännischen Ausbildung trat er in die Dienste von Knauth & Esche, Leipziger Großhändlern, die auch Geschäfte in den USA machten. Die Gründer waren Gustav Moritz Esche aus der Chemnitz Limbacher Industriellenfamilie Esche und dessen Schwager Franz Theodor Knauth aus der Naumburger Kaufmannsfamilie. Diese Firma schickte Friedrich Kühne 1850 als Repräsentanten nach New York City. 1852 avancierte Kühne zum Kompagnon des neugegründeten Unternehmens Bankhaus Knauth, Nachod & Kühne, das bald eine führende Stellung bei der Abwicklung transatlantischer Finanzgeschäfte einnahm. Kühne wurde US-Bürger und erwarb sich einen Namen in den New Yorker Kreisen von Wirtschaft und Politik. Kühne war im Bürgerkrieg Anhänger der Nordstaaten und der Republikanischen Partei, die ihn 1872 und 1876 als Wahlmann bei den US-Präsidentschaftswahlen aufstellten. Bis zur Gründung des Norddeutschen Bundes fungierte er als Konsul für eine ganze Reihe deutscher Kleinstaaten.
Mit seiner Frau Ellen Josephine, geborene Miller, hatte er zwei Söhne und zwei Töchter: Frederick J., Percival, Selma und Irma. Percival folgte ihm als Kompagnon bei Knauth, Nachod und Kühne. Das Familiengrab befindet sich auf dem Green-Wood Cemetery in New York.